# Sanguirana
Sanguirana é um gênero de anfíbios da família Ranidae. Está presente nas Filipinas, Molucas, Sulawesi e Ilha Ceram.

## Espécies
- Sanguirana acai Brown, Prue, Chan, Gaulke, Sanguila, and Siler, 2017
- Sanguirana aurantipunctata Fuiten, Welton, Diesmos, Barley, Oberheide, Duya, Rico, and Brown, 2011
- Sanguirana everetti (Boulenger, 1882)
- Sanguirana igorota (Taylor, 1922)
- Sanguirana luzonensis (Boulenger, 1896)
- Sanguirana mearnsi (Stejneger, 1905)
- Sanguirana sanguinea (Boettger, 1893)
- Sanguirana tipanan (Brown, McGuire, and Diesmos, 2000)